# Madame Angot
Pour les articles homonymes, voir Angot.
Madame Angot est un personnage de fiction, utilisé dans des pièces de théâtre. 

## Présentation
Archétype de la « poissarde » ou de la harengère subitement parvenue à la richesse (d'où le titre de l'une de ses premières pièces), Madame Angot apparaît une première fois dans Le Déjeûner de la Rapée, ou discours des halles et des ports d'Henry de Lécluse (1711-1792), mis en scène par E. Delautel en novembre 1767, au théâtre éphémère d'une demoiselle Gasserent, boulevard du Temple à Paris,.
Ce n'est que sous le Directoire qu'elle acquiert son nom définitif et la célébrité à travers les pièces d'Antoine-François Ève dit Maillot. 
Jouée à l'origine par un homme, elle est l'héroïne de nombreuses pièces parmi lesquelles :
- Madame Angot ou la Poissarde parvenue d'Antoine-François Ève (Théâtre d'Émulation, 1796)
- Le Père Angot de Dorvigny (Théâtre d'Émulation, 1796)
- La Mort de madame Angot (Théâtre Lazari, 1797)
- Les Amours de madame Angot (Théâtre des Jeunes-Artistes, 1797)
- Le Père Angot ou le Mariage de Manon (Théâtre Sans-Prétention, 1797)
- Madame Angot dans son ballon (Cité-Variétés, 1798)
- Encore madame Angot (Délassements-Comiques, 1798)
- Le Mariage de Nanon ou la suite de madame Angot d'Antoine-François Ève (Théâtre d'Émulation, 1799)
- Madame Angot au sérail de Constantinople (Ambigu-Comique, 1800)
- Le Repentir de madame Angot ou le Mariage de Nicolas d'Antoine-François Ève (Théâtre de la Gaîté, 1801)
- Madame Angot dans son grenier (Théâtre des Jeunes-Artistes, 1801)
- Madame Angot au Malabar ou la Nouvelle Veuve (Théâtre de la Porte-Saint-Martin, 1803)

Le compositeur Charles Lecocq la remet à l'honneur en 1872 dans son opéra-comique : La Fille de madame Angot.